# 倪謙
倪謙（1415年—1479年），字克讓，別號靜存，直隸上元縣人，鄉貫浙江錢塘縣，明朝政治人物。正統己未探花及第，成化年間累官至南京禮部尚書。

## 生平
永樂十三年（1415年），倪謙生於上元縣。正統三年（1438年）舉戊午科應天鄉試，正統四年（1439年）聯登己未科進士一甲第三名（探花），授翰林院編修。正統九年，受命祭祀北岳。正統十四年，升任翰林院侍講，出使朝鮮，傳有《朝鲜纪事》。隨後任侍講學士兼中允。景泰七年，预修《寰宇通志》，迁左春坊大学士。
英宗復辟，改任通政司左参议。天順二年（1457年），充任日講官。次年，出任順天府鄉試主考官，黜落權憲之子，被羅織罪名，謫戍宣府。
憲宗登基，召還倪謙，并预修《英宗实录》升南京礼部右侍郎，因監察御史陈选彈劾罷免。成化七年（1471年），再次出任南京禮部右侍郎，升任南京禮部尚書。因病辭職歸養，成化十五年（1479年）卒。追赠太子太保，谥文僖。

## 著作
有《玉堂稿》、《上谷稿》、《归田稿》、《南宫稿》、《辽海编》等。

## 家族
倪謙之子倪岳，官至明朝禮部尚書、吏部尚書。諡文毅。父子皆諡文，為明世首見。